# ارکومنت بهزات لو
ارکومنت بهزات لو (انگلیسی: Ercüment Behzat Lav؛ ۱۵ نوامبر ۱۹۰۳ – ۱۷ نوامبر ۱۹۸۴) بازیگر اهل ترکیه بود.